# Ильинская балка
Ильинская балка (тат. Ильинка сызасы) — памятник природы регионального значения, расположенный в Зеленодольском районе Республики Татарстан в 1,5 км к юго-востоку от села Ильинское.

## Описание
Памятник природы представляет собой участок балки, в условиях повышенного грунтового и поверхностного увлажнения которого сформировались характерные для верховых и сфагновых болот биоценозы. Открытые склоны заняты, в основном, луговой растительностью, и лишь на западном склоне имеется небольшая полоса хвойно-широколиственного леса с подростом из ели и дуба.
На территории Ильинской балки произрастают редкие виды растений, занесённых в Красную книгу Республики Татарстан: плаун булавовидный, ива розмаринолистная, золототысячник обыкновенный, шейхцерия болотная, болотница яйцевидная. Ценность также представляют осоково-сфагновые, кустарничково-сфагновые и сфагново-берёзовые сообщества с комплексом аркто-бореальных видов растений — пушицей влагалищной, подбелом многолистным, клюквой болотной, росянкой круглолистной, ивой лопарской, ивой филиколистной, ладьяном трёхнадрезным, гаммарбией болотной.
Фауна балки представлена 6 видами амфибий, 31 видом птиц, 11 видами млекопитающих. Среди представленных в региональной Красной книге животных встречаются лунь полевой, сова ушастая, удод, ночница Брандта, из насекомых — махаон.
Объект имеет научно-познавательное значение — здесь проходят учебно-полевые практики студентов.

## История создания
Ильинская балка приобрела статус памятника природы регионального значения в соответствии с Постановлением Совета министров Татарской АССР от 20 июля 1981 года № 409 «О признании природных объектов памятниками природы».